# Ampelocissus iomalla
Ampelocissus iomalla är en vinväxtart som beskrevs av Gilg & Brandt. Ampelocissus iomalla ingår i släktet Ampelocissus och familjen vinväxter. Inga underarter finns listade i Catalogue of Life.